# مبيض
اَلْمَبِيضُ هو إحدى الغدتين التناسليتين عند الأنثى، وهي الصفة الجنسية الأولية، المسؤولة عن إنتاج البويضات والهرومونات الجنسية الأنثوية، مثل: هرمون الإستروجين، الذي يفرز من حويصلة جراف في المبيض، والبروجسترون، الذي يفرز من الجسم الأصفر في المبيض، ويَعمل هرمون الأستروجين عند سن البلوغ وهو المسؤول عن ظهور الصفات الجنسية الأنثوية الثانوية، مثل: نضج غدد الثدي، وتعبئته بالدهون، أما هرومون البروجسترون، فهو مسؤول عن تثبيت الحمل والحفاظ عليه. يبلغ حجم كل مبيض حجم لوزة كبيرة: ثلاثة سنتمترات طولًا، وسنتمترين عرضًا، وسنتمتر واحد سمكًا. يقع المبيضان منفردين في التجويف البطني مقابلين لقناتي فالوب، ولا رابط تشريحي بينهما.
ولأنثى الإنسان مبيضان يتبادلان إخراج البويضات دورة شهرية الواحدة تلو الأخرى. لا ينتج المبيض الإنساني أي بويضات بعد ولادة الأنثى، إذ تتكون كل البصيلات - التي تتحول بعدها لبويضات مع كل دورة شهرية هرمونية - في الجنين الأنثى. تولد الإناث وكل مبيض يحتوى على نحو 300,000 بصيلة، لا ينضج منها سوى ما نحو 200 على مدى فترة خصوبة المرأة.
ويبلغ حجم كل مبيض حجم لوزة كبيرة: ويختلف حجمه من امرأة إلى أخرى، بل عند المرأة نفسها، يتراوح حجمه ما بين 3.5 – 5 سم طولًا، و 2.5 سم عرضًا، و 1 – 1.5 سم سمكًا، ووزنه من 445 – 710 غم.
وسطح المبيض قبل البلوغ أملس ناعم، ولكن بعد البلوغ، وتكرار عملية الإباضة يصبح سطح المبيض مجعدًا؛ بسبب الندب التي تخلفها حوصلات دوغراف بعد انفجارها. وبعد سن اليأس يذوي وينكمش ويضمر حجم المبيض.
فإذا بلغت المرأة سن الإنجاب خرجت بويضة واحدة كل شهر من أحد المبيضين وذهبت إلى الرحم خلال قناة فالوب. فإن لم تُخصَب البويضة بحيَوان منوي خرجت من الرحم، بمحاذاة بطانة الرحم، بوصفها جزءً من الدورة الشهرية.

## تركيبة المبيض
- اللب (بالإنجليزية: Medulla)‏

المبيضان

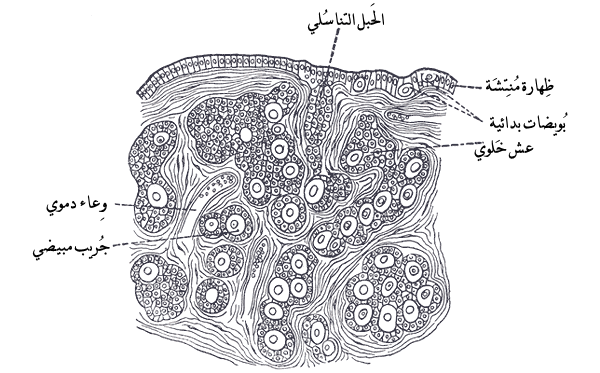
مقطع عرضي لمبيض فتاة حديثة الولادة موضحا تركيبة المبيض

عبارة عن نواة مركزية غنية بالأوعية الدموية التي تتوضع بين نسيج ضام عضلي، وهو الجزء الأكبر من المبيض، تحيط به الغلالة البيضاء
- القشرة (بالإنجليزية: Cortex)‏

طبقة رقيقة سطحية، مولدة للبويضات، بيضاء اللون، تحتوي على آلاف الحويصلات الأولية (بالإنجليزية: Primordial follicles)‏، حجمها 0.25 – 1 ملم، تتألف الواحدة منها من بويضة تتكون من طبقة واحدة من الخلايا المحببة، وبينها خلايا متطورة تفرز هرمونات.
تقع القشرة بين الطلاء الجرثومي المتكون من خلايا طلائية مكعبة من الخارج، والغلالة البيضاء من الداخل، وهي تحيط باللب.

## وظائف المبيض
يقوم المبيض بوظيفتين أساسيتين هما:
- تكون البويضات: ويكون ذلك كل 28 يوم تقريبا ويتم إنتاج البويضة بالتناوب عادة بين المبيضين في الفترة من سن البلوغ وحتى انقطاع الطمث حوالي 400 بويضة، ويتوقف المبيض عن إنتاج البويضات في الغالب ما بين سن الخامسة والأربعين والخمسين وهي فترة حدوث انقطاع الطمث.
- إفراز هرمونات جنسية وهي:
  - الأستروجين(الاوستراديول) (بالإنجليزية: Estrogen)‏: والذي يفرز من حويصلة جراف في المبيض، يبلغ معدل إفرازه اليومي 0.07 مغم في بدء الطور الجريبي، و 0.6 مغم قبيل الإباضة مباشرة، وهو يعمل على زيادة حجم الأعضاء التناسلية، وزيادة الشهوة الجنسية. ويقوم بالعمل عند سن البلوغ وهو المسؤول عن ظهور الصفات الجنسية الأنثوية الثانوية مثل نضج غدد الثدي وتعبأتها بالدهون.
  - البروجسترون (بالإنجليزية: Progesterone)‏: والذي يفرز من الجسم الأصفر في المبيض. معدله في الدم عند الرجل 0.3 نانوغرام / سم³، وعند المرأة 0.9 نانوغرام / سم³ أثناء المرحلة الجريبية أو مرحلة التكاثر، أما خلال المرحلة اللوتينية أو الإفرازية فيزداد إفراز المبيض له 20 ضعفا فيرتفع معدله في الدم إلى 15 نانوغرام / سم³، وهو يعمل على تهيئة بطانة الرحم لاستقبال البويضة وتثبيت الجنين في الرحم.
  - الأندروجين
  - الرولاكسي

## مشاكل المبيض
تتميز أورام المبيض بصفة عامة بأنها بطيئة النمو، ولا يظهر لها أعراض واضحة إلا بعد أن تبلغ حجما كبيرا، وهذه الأورام والتي تصيب المبيض تكون غالبا أوراما حميدة، وقلما تحدث بل تصل إلى سن الأربعين.
- سرطان المبيض

إن سبب سرطان المبيض غير معروف، ولكنه أكثر شيوعًا بين النساء اللاتي لم ينجبن أطفالًا. جدير بالذكر أن هناك أدلة قوية تشير إلى أن النساء اللواتي يستخدمن أقراص منع الحمل أقل عرضة للإصابة بهذا النوع من السرطان. ومن الممكن أيضًا أن احتمال الإصابة بهذا المرض يزداد قليلًا لدى النساء اللاتي أصيبت أمهاتهن أو إحدى قريباتهن بالمرض، خصوصًا إذا حدثت الإصابة بالمرض دون سن الخمسين. وفي حالة إصابة أكثر من قريبة مباشرة بهذا المرض، فقد يكون من الأفضل التفكير بمراجعة الطبيب لإجراء مجموعة من الفحوص الاستقصائية (التقصي)، علمًا بأن قيمة مثل هذه الاستقصاءات لا تزال غير واضحة.
- الحويصلات المبيضية، وهي من الأمراض الشائعة إلى حد ما، وتؤدي الإصابة بها لاضطرابات بالدورة الشهرية، وتكون غالبا في صورة زيادة مدة الدورة، وربما الإحساس بضغط، وبتورم بالبطن، وقد يحدث عقم.
- متلازمة الحويصلات المبيضية العديدة، أو متلازمة ستين ليفينثال؛ وتحدث هذه الحويصلات بسبب عدم التوازن الهرموني. وقد تؤدي لانقطاع الحيض تماما. ويمكن التأكد من وجود هذه الحويصلات بالفحص بمنظار البطن. كما تتميز هذه الحالة بحدوث زيادة بشعر الجسم، وزيادة في الوزن، وخشونة بالصوت فيكون أشبه بالصوت الذكري (تستوستيرون). كما تعتبر هذه الحالة سببا شائعا للعقم.
- الالتهابات التي قد يكون سببها الأمراض المنقولة بالجنس مثل مرض السيلان، أو بسبب العدوى بفيروس التهاب الغدة النكفية، وعادة يؤدي التهاب المبيض لألم موضعي أسفل البطن.
- تكيس المبيضين

يعني وجود سماكة في قشرة المبيضين وعدم استجابته بشكل طبيعي للهرمونات المحفزة للمبيض مما يؤدي إلى نمو العديد من البويضات في كل شهر بدلًا من بويضة واحدة وبالتالي عدم وصول أي من هذه البويضات للحجم المناسب وعدم حدوث الحمل، في حالات تكيس المبيضين تكون بطانة الرحم سميكة نتيجة عدم التبويض، وبالتالي عدم إفراز هرمون البروجستيرون في النصف الثاني من الدورة الشهرية.
في حالة تكيس المبيض تظهر أكياس صغيرة داخل المبيض ويلاحظ كبر حجم المبيض.

## مجموعة صور

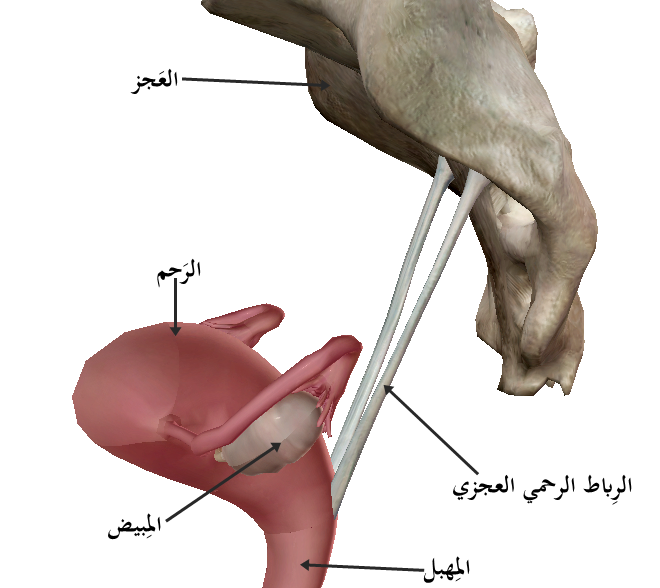
صورة تظهر الرِباط الرحمي العجزي.
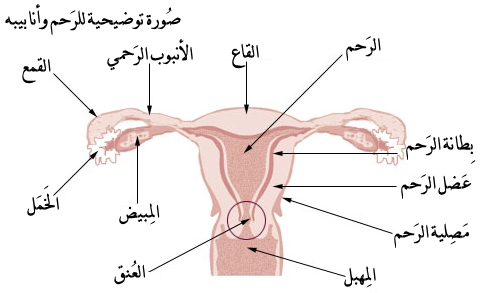
الرحم
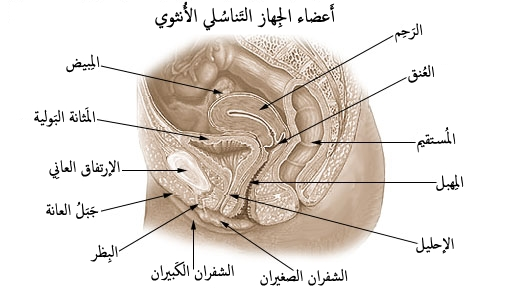
أعضاء الجهاز التناسلي الأنثوي
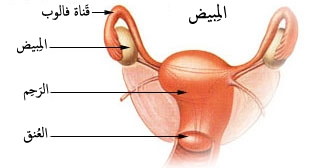
المبيض
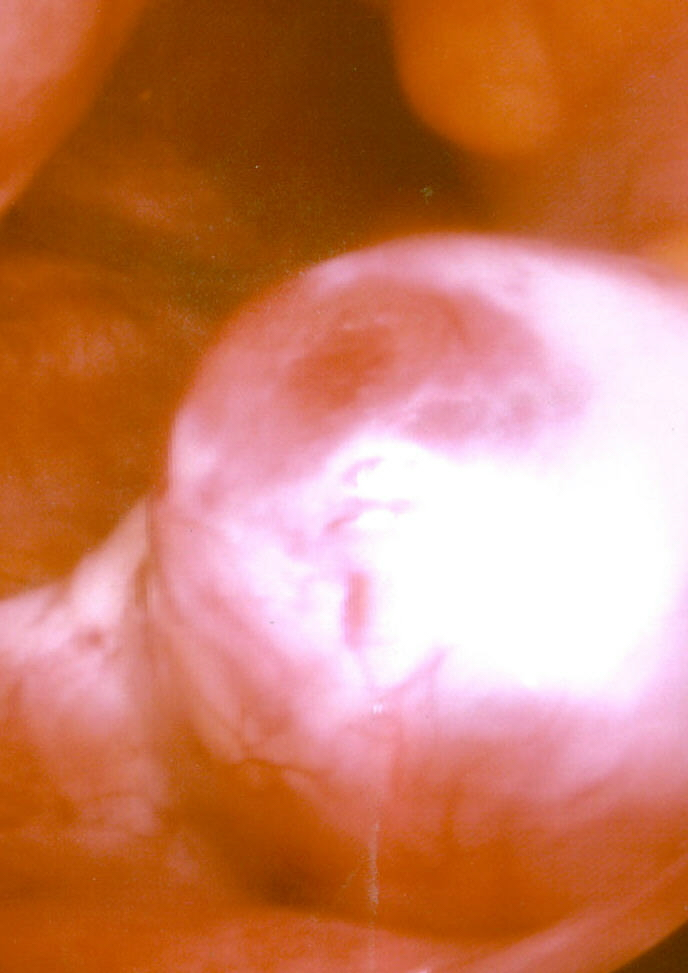
المبيض في مرحلة الإباضة.
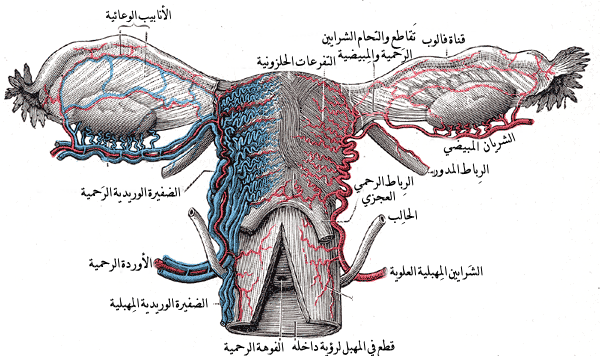
منظر خلفي للأوعية الدموية للرحم
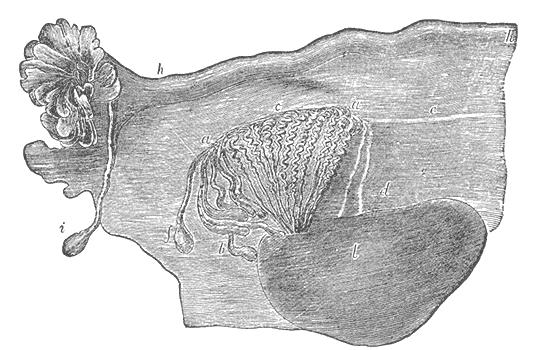
الرباط العريض.
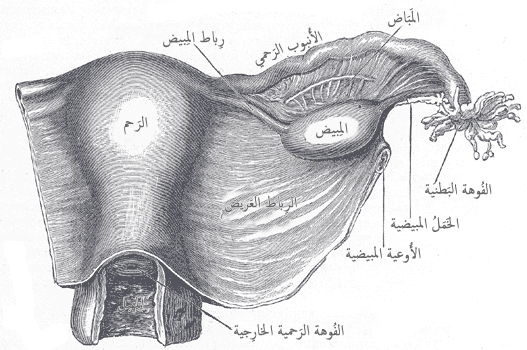
منظر خلفي للرحم والرابط العريض.
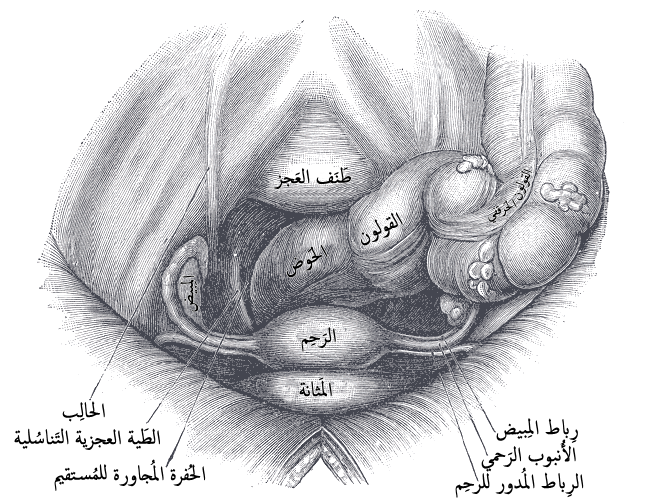
منظر علوي أمامي لحوض المرأة ومكوناته.
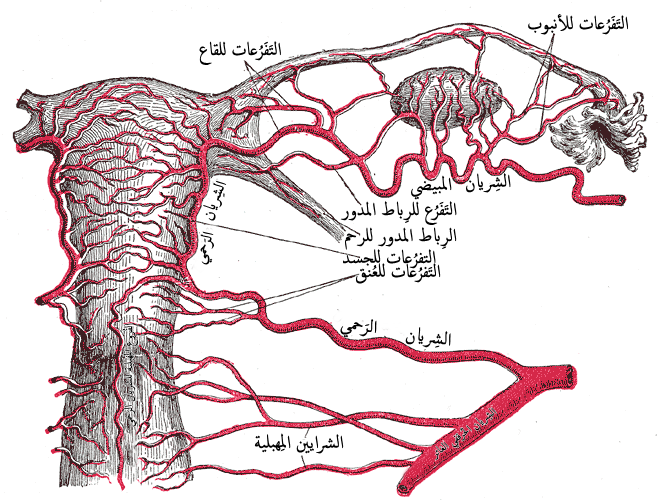
الشرايين الدموية المغذية للرحم والمهبل والمبيض.
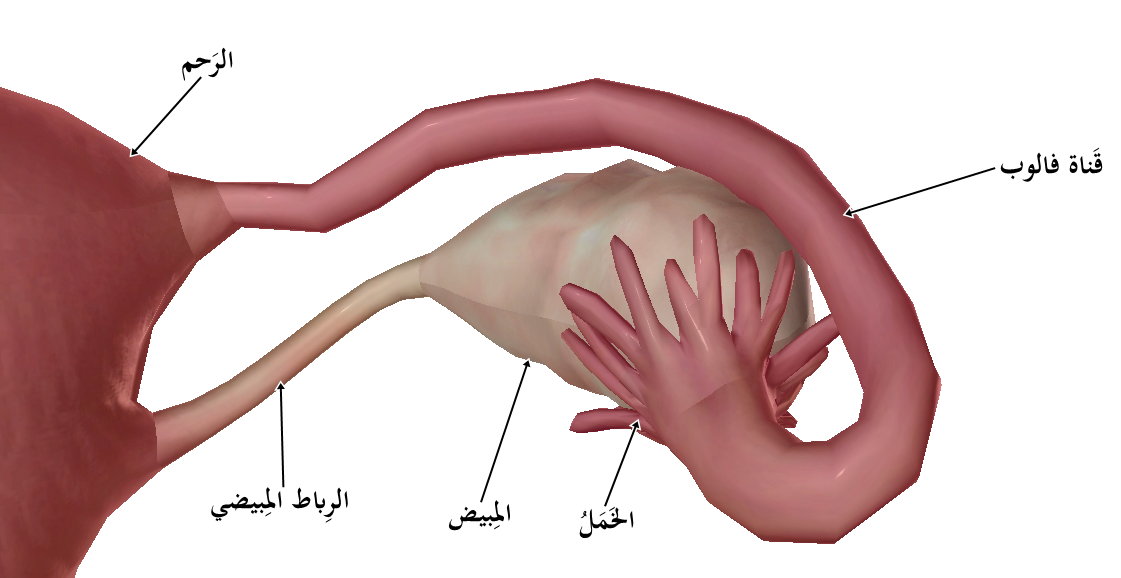
صُورة تُظهر قناة فالوب والرحم والمِبيض والخَمَلُ والرباط المِبيضي.
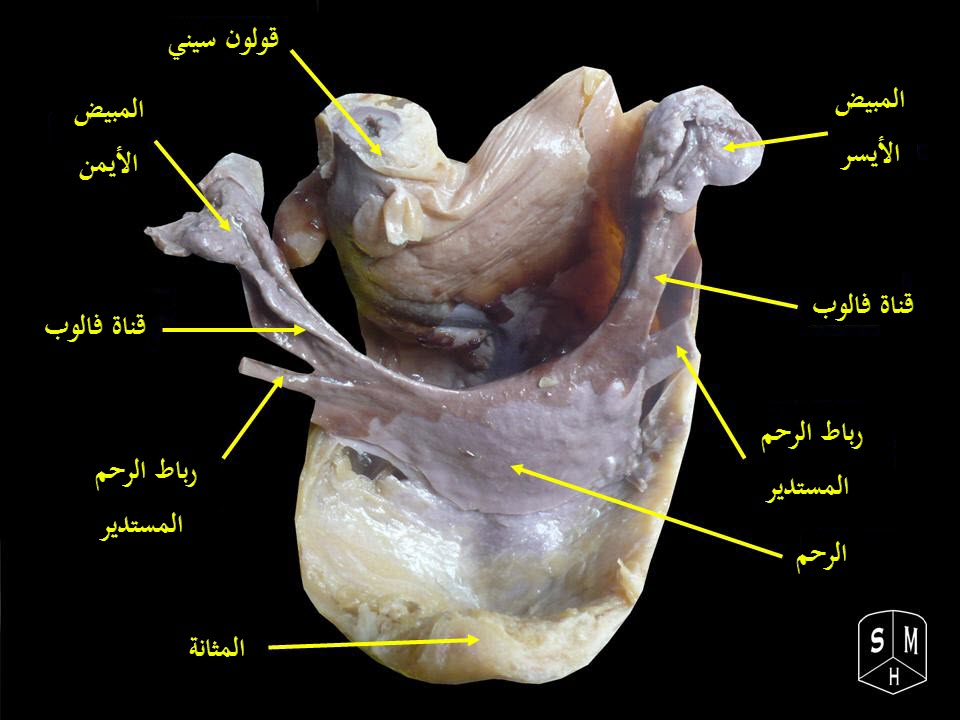
قناة فالوب